# 沖縄県道74号沖縄嘉手納線

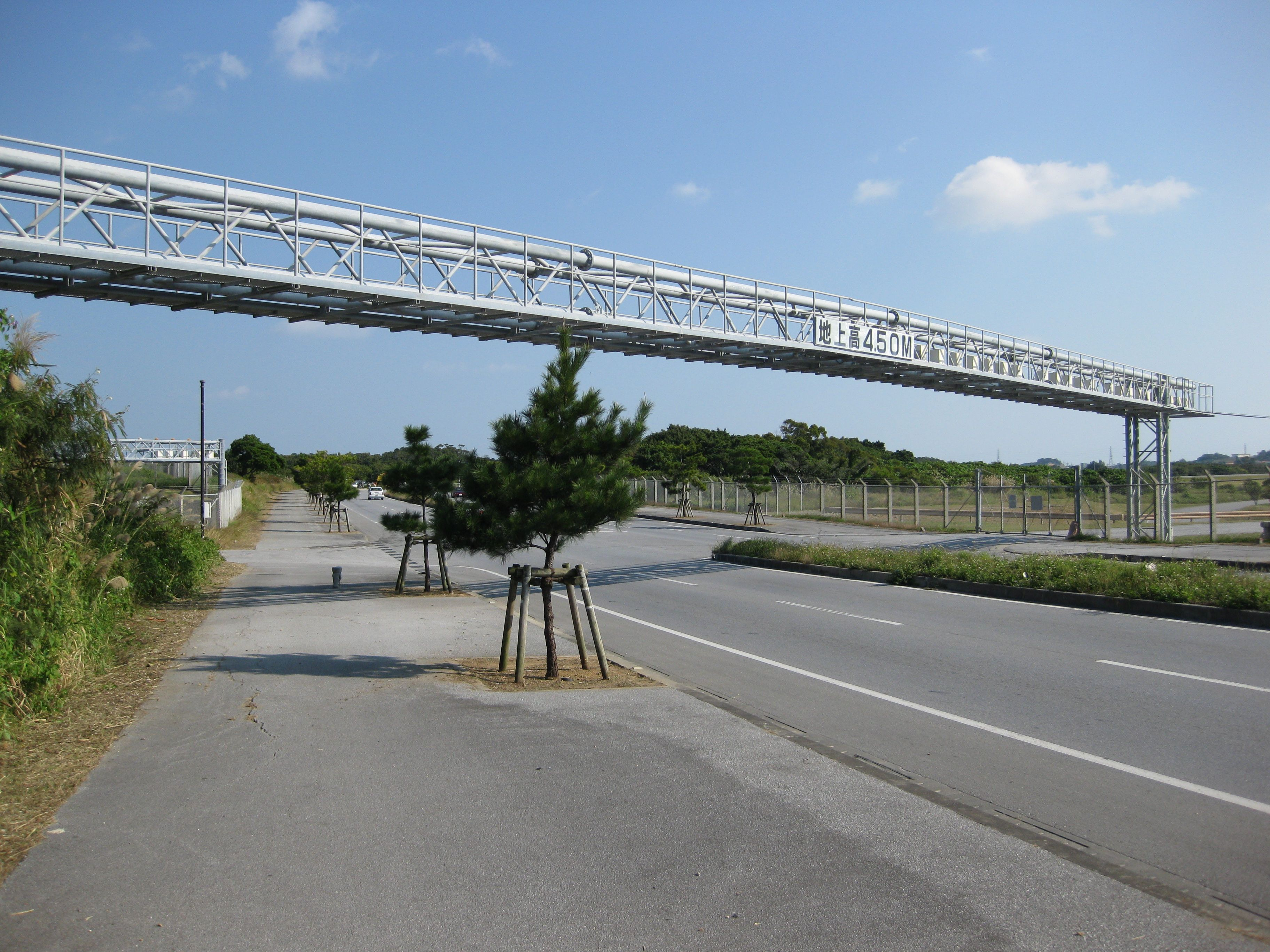
県道をまたぐ嘉手納飛行場の進入灯

沖縄県道74号沖縄嘉手納線（おきなわけんどう74ごう おきなわかでなせん・主要地方道沖縄嘉手納線）は沖縄県沖縄市知花と中頭郡嘉手納町嘉手納とを結ぶ主要地方道。極東最大の軍事基地、嘉手納基地を横断している。

## 概要

### 区間
- 起点：沖縄市知花（国道329号・沖縄県道16号線）
- 終点：中頭郡嘉手納町字嘉手納（国道58号・嘉手納ロータリー）
- 総延長：6.4km
- 実延長：6.3km

### 通過自治体
- 沖縄市－中頭郡嘉手納町

### 交差する路線
- 国道329号（起点）
- 国道331号（起点-国道329号と重複）
- 沖縄県道16号線（起点-勝連方面、終点-読谷方面（国道58号に被重複））
- 沖縄県道85号沖縄環状線（沖縄市松本）
- 沖縄自動車道（沖縄市松本・通過のみ）
  - 池武当インターチェンジ（同・予定（仮称））
- 沖縄県道26号線（沖縄市白川）
- 国道58号（終点）

### 重複路線
- 沖縄県道16号線（全線・昇格前はこの路線だった）

### 主要施設
- 嘉手納基地（沖縄市 - 嘉手納町）
- 道の駅かでな（嘉手納町屋良）
- 安保の見える丘（同）
- 防衛省沖縄防衛局（終点）

### 路線バス
- 62番・中部線（琉球バス交通、全線）

以前は琉球バス交通の前身の琉球バスの運行していた謝苅線（63番）や中部循環線（94番）もここを通っていたが前者は終点を嘉手納から具志川に移転、後者は2003年（平成15年）に廃止された。

## 歴史
- 1953年（昭和28年） 嘉手納村（現嘉手納町）嘉手納ロータリー - 具志川村（現うるま市）赤道が軍道16号線、同村赤道 - 与那城村（現うるま市与那城）西原が琉球政府道16号線としてそれぞれ指定。
- 1972年（昭和47年）5月 軍道・琉球政府道16号線がそのまま一般県道16号線となった（その後嘉手納ロータリーから読谷村大湾まで延長）。
- 1974年（昭和49年） 国道58号那覇方面からの嘉手納ロータリーを避ける高架橋（一方通行）が開通。
（開通当時 - 1978年（昭和53年）の730実施までは国道58号那覇方面への高架橋だった。2006年（平成18年）廃止）
- 1976年（昭和51年） 県道16号線のうち沖縄市知花 - 嘉手納町嘉手納ロータリーの区間を現路線として主要地方道へ昇格。県道16号線は読谷村まで延長し、現路線の区間は被重複路線に。
- 2008年（平成20年） 嘉手納ロータリーに代わる新嘉手納交差点完成。

## 特徴
- 住宅街を離れると嘉手納基地が両側に見えるが、本土復帰当時からすでに通行している。南側は嘉手納基地、北側は嘉手納弾薬庫としているところもある。
- 嘉手納町や読谷村方面からは唯一、沖縄市やうるま市などの東海岸方面へ向かう幹線道路で全線4車線で整備されている。